# Missão Oceano
Missão Oceano é um projeto ambiental brasileiro iniciado em 2021 com o objetivo de promover a remoção de lixo nos oceanos na zona costeira. A iniciativa concentra-se na limpeza de praias, especialmente em áreas de difícil acesso e regiões isoladas, por meio da realização de mutirões de limpeza. Desde seu início, o projeto realizou 25 ações de limpeza e retirada de resíduos do oceano¹ em territórios costeiros e marinhos impactados por passivos ambientais associados à poluição por plástico. A Missão Oceano é fruto da colaboração entre o Instituto Ecosurf e a empresa Ocean Drop, que atuou como co-idealizadora e principal mantenedora da iniciativa.

### 2. Contexto e Justificativa Ambiental:
O projeto Missão Oceano contribui para a preservação dos ecossistemas costeiros e marinhos, atuando na mitigação dos impactos causados pela poluição marinha. A iniciativa surgiu em resposta à crescente preocupação ambiental com o acúmulo de resíduos sólidos nos oceanos — estimativas apontam que mais de 14 milhões de toneladas de plástico são despejadas nos mares anualmente e a poluição plástica nos oceanos quadruplicará até 2050 ameaçando diretamente a biodiversidade marinha e a saúde dos ecossistemas2.
As ações de limpeza realizadas pelo projeto ambiental têm como principal objetivo a remoção de resíduos nas praias, impedindo que esses materiais sejam fragmentados em microplásticos e transportados para o mar por ondas e marés. O acúmulo de microplásticos nos ambientes marinhos representaram 70% dos itens coletados nas praias e tem sido associado a efeitos tóxicos em organismos aquáticos, comprometendo a cadeia alimentar e os ciclos ecológicos3.
Essa atividade de retirada de resíduos do oceano também tem papel na proteção da fauna marinha, uma vez que diversas espécies como tartarugas, aves e mamíferos marinhos podem ingerir ou se enroscar em resíduos, resultando em ferimentos, doenças e mortalidade⁴.
Além disso, o projeto Missão Oceano também atua na conservação de habitats naturais, como dunas e recifes de coral, que podem ser prejudicados pelo acúmulo de lixo.
Outro impacto ambiental do projeto está relacionado à melhoria da qualidade da água, pois a remoção de lixo evita a liberação de substâncias tóxicas que podem afetar o equilíbrio dos ecossistemas aquáticos.

### 3. Funcionamento da Missão:
A cada produto vendido pela empresa Ocean Drop, é garantida a retirada de 25 gramas de resíduos sólidos do litoral brasileiro¹. As ações de coleta são executadas pelo Instituto Ecosurf, com o apoio de voluntários locais mobilizados nas comunidades costeiras.
Os resíduos removidos são devidamente pesados e depois encaminhados para cooperativas parceiras responsáveis pela triagem, separação e destinação adequada dos materiais recicláveis. Esse processo assegura a rastreabilidade dos resíduos e promove o descarte ambientalmente correto, conectando o projeto aos serviços públicos de reciclagem.
A área de atuação do projeto concentra-se no litoral centro-sul do estado de São Paulo, abrangendo os municípios de Itanhaém e Peruíbe (litoral centro), além de Cananéia e Ilha Comprida (litoral sul). Nessas regiões, o projeto atua como facilitador da extração de lixo marinho, colaborando com o poder público ao destinar os resíduos removidos para os sistemas municipais responsáveis pela limpeza urbana.

### 4. Educação e Conscientização:
Além das ações de limpeza de praias e retirada de resíduos do oceano, o projeto Missão Oceano tem como um de seus pilares a promoção da educação ambiental e da conscientização pública. Por meio dos mutirões de limpeza, o projeto busca sensibilizar a população sobre os impactos da poluição marinha e a importância da preservação dos ecossistemas costeiros. Essas ações funcionam como ferramentas práticas de mobilização social, incentivando a redução da geração de resíduos, o consumo consciente e o descarte correto do lixo. O projeto também fortalece o engajamento comunitário, estimulando o senso coletivo de responsabilidade ambiental.

### 5. Objetivos e Metas:
O principal objetivo do projeto Missão Oceano é contribuir para a redução da poluição marinha no litoral brasileiro, por meio da remoção sistemática de resíduos sólidos em áreas costeiras de difícil acesso. A meta oficial estabelecida pela iniciativa é retirar 28 toneladas de lixo marinho até o final do ano de 2025. Até o momento, mais de 19,4 toneladas já foram coletadas, resultado do engajamento da comunidade local, da atuação de voluntários e do apoio da rede de consumidores da Ocean Drop.

### 6. Divulgação e Mídia:
Para ampliar seu alcance e estimular a participação da população, o projeto conta com a colaboração de influenciadores e embaixadores ambientais, como o criador de conteúdo Harley Alves.
Harley é o protagonista da série documental "Missão Oceano: uma ação pela vida marinha", disponível no YouTube. Dividida em cinco episódios, a série acompanha de perto as ações de coleta de resíduos realizadas pelo projeto, destacando os impactos da poluição plástica sobre a fauna marinha e as comunidades locais. A produção também propõe reflexões sobre a responsabilidade individual e coletiva frente à crise ambiental, contribuindo para fortalecer o engajamento público e ampliar a visibilidade da causa.

### 7. Parceria com o Instituto EcoSurf:
O Missão Oceano é realizado por meio de uma parceria entre a empresa Ocean Drop e o Instituto Ecosurf, uma organização sem fins lucrativos fundada em 2000 por surfistas brasileiros engajados na conservação ambiental. O Instituto atua na proteção dos oceanos, praias e zonas costeiras, com foco em educação ambiental, mobilização social, voluntariado e promoção da cultura de paz.
O Ecosurf reúne especialistas ambientais e cidadãos comprometidos com o desenvolvimento de soluções sustentáveis para garantir a saúde dos ecossistemas marinhos. Suas ações incluem:
- monitoramento da poluição costeira;
- limpeza de praias;
- apoio à criação de áreas de conservação ambiental;
- enfrentamento dos efeitos das mudanças climáticas;
- participação em espaços de formulação de políticas públicas.

A organização também fomenta a criação de Áreas de Surf Protegidas e defende os recursos hídricos e a biodiversidade marinha.
No contexto do projeto Missão Oceano, o Instituto Ecosurf é responsável por coordenar as ações de campo, liderando os mutirões de retirada de resíduos do litoral com o apoio de voluntários locais. A Ocean Drop, por sua vez, financia a operação por meio de um modelo de responsabilidade compartilhada: a cada produto vendido, a empresa se compromete com a retirada de 25 gramas de lixo das zonas costeiras brasileiras.

### 8. Resultados e Impacto (atualizáveis):
Desde sua criação, o projeto Missão Oceano já promoveu a retirada de mais de 19.428 kg de resíduos sólidos das praias brasileiras. As ações contam com ampla participação comunitária, por meio do engajamento de voluntários locais em mutirões de limpeza e atividades de educação ambiental.
Além dos resultados operacionais, o projeto tem desempenhado um papel na promoção do debate público sobre o uso excessivo de plásticos e a necessidade de práticas de consumo mais conscientes¹.

### 9. Referências
1. G1 – São Carlos e Região. Ocean Drop: a marca de suplementos com uma causa ambiental. Publicado em 14 de março de 2025. Disponível em: https://g1.globo.com/sp/sao-carlos-regiao/especial-publicitario/ocean-drop/noticia/2025/03/14/ocean-drop-a-marca-de-suplementos-com-uma-causa-ambiental.ghtml. Acesso em: 26 de maio de 2025.
2. WWF Brasil. Poluição plástica nos oceanos quadruplicará até 2050, aponta estudo. Disponível em: https://www.wwf.org.br/?82290/Poluicao-plastica-nos-oceanos-quadruplicara-ate-2050-aponta-estudo. Acesso em: 26 de maio de 2025.
3. Barboza, L.G.A. et al. Toxicity of microplastics in aquatic organisms: A systematic review and meta-analysis. Science of The Total Environment, vol. 928, 2024. Disponível em: https://www.sciencedirect.com/science/article/abs/pii/S0048969724033448. Acesso em: 26 de maio de 2025.
4. WWF Brasil. Poluição plástica nos oceanos quadruplicará até 2050, aponta estudo. Disponível em: https://www.wwf.org.br/?82290/Poluicao-plastica-nos-oceanos-quadruplicara-ate-2050-aponta-estudo. Acesso em: 26 de maio de 2025.